# Husby (Estocolmo)
Husby é um subúrbio de Estocolmo, na Suécia. Tem cerca de 11 790 habitantes, e pertence à Comuna de Estocolmo.
A maioria da população é de origem imigrante — especialmente da Turquia, Médio Oriente e Somália.

## Ver tambèm
- Rinkeby-Kista